# NGC 173
NGC 173 ist eine Spiralgalaxie vom Hubble-Typ Sc im Sternbild Walfisch südlich der Ekliptik. Sie ist schätzungsweise 199 Millionen Lichtjahre von der Milchstraße entfernt und hat einen Durchmesser von etwa 185.000 Lichtjahren. Gemeinsam mit fünf weiteren Galaxien bildet sie die NGC 192-Gruppe (LGG 10).
Im selben Himmelsareal befinden sich u. a. die Galaxien NGC 164, NGC 170, NGC 182, IC 40.
Das Objekt wurde am 28. Dezember 1790 von dem deutsch-britischen Astronomen Wilhelm Herschel entdeckt.